# Roller Hockey International 1996
Die Saison 1996 war die vierte Spielzeit der Roller Hockey International. Die reguläre Saison begann für die 18 Mannschaften im Mai 1996 und endete im September. Es waren 28 Spiele zu absolvieren, die besten acht Teams qualifizierten sich für die Play-offs, die bis zum September gingen. Der vierte Murphy-Cup-Sieger wurden die Orlando Jackals, die sich in der Best-of-Three-Finalserie gegen die Anaheim Bullfrogs mit 2–1 durchsetzten.
Am 8. Juli 1996 fand das dritte RHI All-Star Game in Anaheim im Arrowhead Pond of Anaheim statt. Es setzte sich die Auswahl der Western Conference gegen die der Eastern Conference mit 14:12 durch.

## Änderung der Teams
Folgende Änderungen gab es vor der Saison:
- Als neue Mannschaften kamen die Denver Daredevils und die Long Island Jawz hinzu.
- Die Buffalo Stampede, Chicago Cheetahs und Detroit Motor City Mustangs lösten sich auf.
- Die Minnesota Blue Ox und Oklahoma Coyotes traten aus der Liga aus, bestanden aber weiterhin.
- Die Minnesota Arctic Blast traten der Liga wieder bei.
- Die Phoenix Cobras wurden zu den Empire State Cobras.
- Die Orlando Rollergators nannten sich in Orlando Jackals um.

## Reguläre Saison

### Abschlusstabellen
Abkürzungen: Sp = Spiele, S = Siege, N = Niederlagen, OTN = Niederlage nach Overtime oder Shootout, T = Erzielte Tore, GT = Gegentore, SM = Strafminuten, Pkt = Punkte
Erläuterungen: In Klammern befindet sich die Endplatzierung nach der regulären Saison,
      = Playoff-Qualifikation
Eastern Conference
| Atlantic Division          | Sp | S  | N  | OTN | T   | GT  | SM  | Pkt |
| -------------------------- | -- | -- | -- | --- | --- | --- | --- | --- |
| Empire State Cobras (2)    | 28 | 16 | 7  | 5   | 202 | 168 | 462 | 37  |
| Orlando Jackals (3)        | 28 | 17 | 9  | 2   | 231 | 201 | 448 | 36  |
| Long Island Jawz           | 28 | 16 | 9  | 3   | 246 | 211 | 513 | 35  |
| Philadelphia Bulldogs      | 28 | 16 | 9  | 3   | 202 | 199 | 570 | 35  |
| New Jersey Rockin’ Rollers | 28 | 7  | 17 | 4   | 167 | 227 | 374 | 18  |

| Central Division           | Sp | S  | N  | OTN | T   | GT  | SM  | Pkt |
| -------------------------- | -- | -- | -- | --- | --- | --- | --- | --- |
| Minnesota Arctic Blast (1) | 28 | 22 | 6  | 0   | 246 | 200 | 370 | 44  |
| St. Louis Vipers (4)       | 28 | 15 | 12 | 1   | 207 | 209 | 520 | 31  |
| Montreal Roadrunners       | 28 | 14 | 11 | 3   | 177 | 174 | 463 | 31  |
| Ottawa Loggers             | 28 | 3  | 22 | 3   | 174 | 263 | 463 | 9   |

Western Conference
| Northwest Division    | Sp | S  | N  | OTN | T   | GT  | SM  | Pkt |
| --------------------- | -- | -- | -- | --- | --- | --- | --- | --- |
| Vancouver Voodoo (2)  | 28 | 18 | 7  | 3   | 217 | 162 | 665 | 39  |
| Oakland Skates (3)    | 28 | 15 | 11 | 2   | 187 | 181 | 456 | 32  |
| San Jose Rhinos       | 28 | 15 | 12 | 1   | 189 | 180 | 764 | 31  |
| Sacramento River Rats | 28 | 10 | 17 | 1   | 185 | 229 | 456 | 21  |

| Pacific Division       | Sp | S  | N  | OTN | T   | GT  | SM  | Pkt |
| ---------------------- | -- | -- | -- | --- | --- | --- | --- | --- |
| Anaheim Bullfrogs (1)  | 28 | 22 | 4  | 2   | 215 | 159 | 495 | 46  |
| Los Angeles Blades (4) | 28 | 16 | 11 | 1   | 160 | 155 | 438 | 33  |
| Oklahoma Coyotes       | 28 | 13 | 12 | 3   | 174 | 174 | 524 | 29  |
| San Diego Barracudas   | 28 | 9  | 18 | 1   | 183 | 233 | 553 | 19  |
| Denver Daredevils      | 28 | 8  | 17 | 3   | 173 | 210 | 467 | 19  |

## Murphy-Cup-Playoffs
| Viertelfinale | Viertelfinale       | Viertelfinale     |         |                        | Halbfinale | Halbfinale | Halbfinale |  |  | Murphy Cup Finale | Murphy Cup Finale | Murphy Cup Finale |
|               |                     |                   |         |                        |            |            |            |  |  |                   |                   |                   |
| 2             | Empire State Cobras | 7, 7, 5           |         |                        |            |            |            |  |  |                   |                   |                   |
| 3             | Orlando Jackals     | 9, 4, 11          |         |                        |            |            |            |  |  |                   |                   |                   |
| 3             | Orlando Jackals     | 9, 4, 11          | 3       | Orlando Jackals        | 14, 8      |            |            |  |  |                   |                   |                   |
|               |                     |                   | 3       | Orlando Jackals        | 14, 8      |            |            |  |  |                   |                   |                   |
|               | 4                   | St. Louis Vipers  | 4, 7    |                        |            |            |            |  |  |                   |                   |                   |
| 1             | 4                   | St. Louis Vipers  | 4, 7    | Minnesota Arctic Blast | 6, 6, 5    |            |            |  |  |                   |                   |                   |
| 1             |                     |                   |         | Minnesota Arctic Blast | 6, 6, 5    |            |            |  |  |                   |                   |                   |
| 4             | St. Louis Vipers    | 12, 4, 9          |         |                        |            |            |            |  |  |                   |                   |                   |
| 4             | St. Louis Vipers    | 12, 4, 9          | 3       | Orlando Jackals        | 8, 9, 8    |            |            |  |  |                   |                   |                   |
|               |                     |                   |         | Orlando Jackals        | 8, 9, 8    |            |            |  |  |                   |                   |                   |
|               | 1                   | Anaheim Bullfrogs | 9, 6, 4 |                        |            |            |            |  |  |                   |                   |                   |
| 2             | 1                   | Anaheim Bullfrogs | 9, 6, 4 | Vancouver Voodoo       | 1, 5, 12   |            |            |  |  |                   |                   |                   |
| 2             |                     |                   |         | Vancouver Voodoo       | 1, 5, 12   |            |            |  |  |                   |                   |                   |
| 3             | Oakland Skates      | 9, 2, 3           |         |                        |            |            |            |  |  |                   |                   |                   |
| 3             | Oakland Skates      | 9, 2, 3           | 2       | Vancouver Voodoo       | 9, 6, 1    |            |            |  |  |                   |                   |                   |
|               |                     |                   | 2       | Vancouver Voodoo       | 9, 6, 1    |            |            |  |  |                   |                   |                   |
|               | 1                   | Anaheim Bullfrogs | 5, 7, 6 |                        |            |            |            |  |  |                   |                   |                   |
| 1             | 1                   | Anaheim Bullfrogs | 5, 7, 6 | Anaheim Bullfrogs      | 7, 8       |            |            |  |  |                   |                   |                   |
| 1             |                     |                   |         | Anaheim Bullfrogs      | 7, 8       |            |            |  |  |                   |                   |                   |
| 4             | Los Angeles Blades  | 5, 4              |         |                        |            |            |            |  |  |                   |                   |                   |

### Murphy-Cup-Sieger
| Murphy-Cup-Sieger Orlando Jackals | Torhüter: Bill Horn, Corrado Micalef, Mark Reimer Verteidiger: Lance Brady, Tim Chase, Ronalds Ozoliņš, Dean Zayonce Angreifer: Sylvain Beauchamp, Brent Bobyck, Cal Ingraham, Kevin Kerr, Jocelyn Langlois, Daniel Larin, Doug Lawrence, François Leroux, Kurt Mallett, Cal McGowan, Darryl Noren, Hugo Proulx, Kyle Reeves, Daniel Shank, Janis Tomans, Todd Tretter Cheftrainer: Jeff Brubaker |